# Asobara
Asobara är ett släkte av steklar som beskrevs av Förster 1862. Asobara ingår i familjen bracksteklar.

## Dottertaxa tillAsobara, i alfabetisk ordning[1][2]
- Asobara anastrephae
- Asobara angusticellula
- Asobara apicalis
- Asobara aurea
- Asobara bactrocerae
- Asobara citri
- Asobara epiclypealis
- Asobara formosae
- Asobara fungicola
- Asobara gahani
- Asobara ghesquierei
- Asobara glabrisulcata
- Asobara japonica
- Asobara kapiriensis
- Asobara kovacsi
- Asobara leveri
- Asobara malawiana
- Asobara napocola
- Asobara nigerrima
- Asobara obliqua
- Asobara orientalis
- Asobara persimilis
- Asobara pleuralis
- Asobara pumilio
- Asobara rossica
- Asobara rubra
- Asobara rufescens
- Asobara rufimalawiana
- Asobara sinefovea
- Asobara subalata
- Asobara subdentata
- Asobara tabida
- Asobara tabidula
- Asobara transversaria
- Asobara ugandensis
- Asobara vastifica